# Castelfrío - Mas De Tarín
Castelfrío - Mas De Tarín este o arie protejată (arie specială de conservare — SAC, sit de importanță comunitară — SCI) din Spania întinsă pe o suprafață de 2.206,37 ha, integral pe uscat.

## Localizare
Centrul sitului Castelfrío - Mas De Tarín este situat la coordonatele 40°28′12″N 0°56′36″W / 40.4701°N 0.943219°V.

## Înființare
Situl Castelfrío - Mas De Tarín a fost declarat sit de importanță comunitară în aprilie 1999 pentru a proteja 1 specie de animale. Situl a fost protejat și ca arie specială de conservare în februarie 2021.

## Biodiversitate
Situată în ecoregiunea mediteraneană, aria protejată conține 7 habitate naturale: Păduri de Quercus ilex și Quercus rotundifolia, Pajiști oro-iberice cu Festuca indigesta, Păduri endemice cu Juniperus spp., Pajiști alpine și subalpine calcaroase, Păduri de pin (sub-) mediteraneene cu pini negri endemici, Formațiuni stabile xerotermofile de Buxus sempervirens pe pante stâncoase (Berberidion p.p.), Pajiști alpine și boreale.
La baza desemnării sitului se află o specie protejată de  nevertebrate: Austropotamobius pallipes.
Pe lângă speciile protejate, pe teritoriul sitului au mai fost identificate 12 specii de plante, 7 specii de păsări, 4 specii de amfibieni, 3 specii de mamifere, 1 specie de reptile.